# Томмі Лоутон
То́ммі Ло́утон (англ. Tommy Lawton, нар. 6 жовтня 1919, Фарнворт — пом. 6 листопада 1996) — англійський футболіст, нападник. По завершенні ігрової кар'єри — футбольний тренер. Входить до списку «100 легенд Футбольної ліги».

## Клубна кар'єра
У дорослому футболі дебютував 1934 року виступами за «Бернлі», в якому провів один сезон і взяв участь лише 25 матчах чемпіонату.
З 1937 по 1940 роки грав у складі «Евертона».
Своєю грою за команду з Ліверпуля привернув увагу представників тренерського штабу клубу «Челсі», до складу якого приєднався 1945 року. Відіграв за лондонський клуб наступні два сезони своєї ігрової кар'єри. Більшість часу, проведеного у складі «Челсі», був основним гравцем атакувальної ланки команди. У складі «Челсі» був одним з головних бомбардирів команди, маючи середню результативність на рівні 0,71 голу за гру першості.
Протягом 1948—1953 років захищав кольори клубів «Ноттс Каунті» та «Брентфорд».
1954 року уклав контракт з клубом «Арсенал», у складі якого провів наступні два роки своєї кар'єри гравця. В новому клубі був серед найкращих голеодорів, відзначаючись забитим голом в середньому щонайменше у кожній третій грі чемпіонату.
Завершив професійну ігрову кар'єру у «Арсеналі» 1956 році.

## Виступи за збірну
1938 року дебютував в офіційних матчах у складі національної збірної Англії. Протягом кар'єри у національній команді, яка тривала 11 років, провів у формі головної команди країни лише 23 матчі, забивши 22 голи.

## Кар'єра тренера
Розпочав тренерську кар'єру, ще продовжуючи грати на полі, 1953 року, очоливши тренерський штаб клубу «Брентфорд».
Надалі очолював «Кеттерінг Таун» та «Ноттс Каунті».
Останнім місцем тренерської роботи знову був клуб «Кеттерінг Таун», який Томмі Ловтон прийняв у 1963 році та очолював як головний тренер до 1964 року.
Помер 6 листопада 1996 від пневмонії.

## Титули і досягнення
- Чемпіон Англії (1):

«Евертон»: 1938-39
- Володар Суперкубка Англії (1):

«Арсенал»: 1953
- Найкращий бомбардир Чемпіонату Англії (2):

«Евертон»: 1937-38, 1938-39